# Montclair (New Jersey)
Pour les articles homonymes, voir Montclair.
Montclair est une ville située dans l'État américain du New Jersey et dans le comté d'Essex. 

## Personnalités liées à la commune

### Personnalités nées à Montclair
- voir : Catégorie:Naissance à Montclair (New Jersey)

## Jumelage
- Graz (Autriche) depuis 1950.